# Boholgråfågel
Boholgråfågel (Coracina kochii) är en fågel i familjen gråfåglar inom ordningen tättingar.

## Utbredning och systematik
Fågeln återfinns i östcentrala och södra Filippinerna. Den delas in i två underarter med följande utbredning:
- Coracina kochii boholensis – förekommer i östra Visayaöarna
- Coracina kochii kochii – förekommer på Mindanao med närliggande öar

Tidigare inkluderades den i vitögd gråfågel men urskildes 2024 som egen art baserat på skillnader i utseende och läte.

## Status
IUCN erkänner den inte som art, varför den inte placeras i någon hotkategori.